# Case di Auronzo
Case di Auronzo è un dipinto di Ugo Vittore Bartolini. Eseguito nel 1954, appartiene alle collezioni d'arte della Fondazione Cariplo.

## Descrizione
In questo scorcio di Auronzo, località cara al pittore, protagonista del dipinto non è il soggetto, non particolarmente suggestivo, ma la ricerca luministica e coloristica, di grande freschezza e vivacità e dalla resa tardoimpressionista. La composizione, quanto a prospettiva e profondità, è strutturata su quattro piani cromatici sovrapposti: il verde vivace degli orti e del prato, il bianco delle case, il verde scuro dei monti e l'azzurro del cielo.